# Ladislav Steiner
Ladislav Steiner (26. září 1928 Prešov – 8. dubna 1993) byl slovenský fotbalista, obránce. Jeho bratrem byl ligový fotbalista a trenér Jozef Steiner, další bratr Pavol Steiner byl slovenským ligovým fotbalistou. Po soustředění a přátelském zápase Slovanu ve Vídni byl s dalšími třemi hráči (Michal Benedikovič, Viktor Tegelhoff a Pavol Beňa) zatčen a odsouzen na 5 let za vyzvědačství.

## Fotbalová kariéra
V československé lize hrál za Duklu Prešov, Sokol NV Bratislava, ATK Praha, Tankistu Praha a Slovan Bratislava. Gól nedal. Se Slovanem získal v roce 1951 mistrovský titul.

## Ligová bilance
| Ročník                                     | Zápasy | Góly | Klub                |
| ------------------------------------------ | ------ | ---- | ------------------- |
| Celostátní československé mistrovství 1950 | -      | 0    | Dukla Prešov        |
| Mistrovství československé republiky 1951  | -      | 0    | Sokol NV Bratislava |
| Mistrovství československé republiky 1952  | -      | 0    | ATK Praha           |
| Přebor československé republiky 1953       | -      | 0    | Tankista Praha      |
| Přebor československé republiky 1954       | -      | 0    | Slovan Bratislava   |
| CELKEM                                     | -      | 0    |                     |